# Paul Émile de Puydt
Paul Émile de Puydt, född 6 mars 1810 i Mons, död 20 maj 1891 där, var en belgisk botaniker, politisk teoretiker och nationalekonom.
Som botaniker gjorde de Puydt sig känd för sina verk om orkidéer. Han har varit först att beskriva några växter. Auktorsnamnet De Puydt kan användas för Paul Émile de Puydt i samband med ett vetenskapligt namn inom botaniken; se Wikipediaartiklar som länkar till auktorsnamnet.
Hans främsta verk om orkidéer gavs ut i Paris 1880 med titeln Orchidées: histoire iconographique: organographie, classification, géographie, collections, commerce, emploi, culture, avec une revue descriptive des espèces cultivées en Europe.
de Puydt var även författare av böcker inom politisk teori och nationalekonomi. I denna egenskap gjorde han sig känd som tänkaren bakom teorierna om panarki.